# إدوارد ستينسون
إدوارد أندرسون ستينسون الابن (بالإنجليزية: Edward Anderson Stinson, Jr.) ، (11 يوليو 1893 - 26 يناير 1932) الشهير بـ "إدي"، كان طيارا أمريكيا ومُصنع للطائرات. أسس شركة ستينسون للطائرات. في وقت وفاته في عام 1932 في حادث تحطم طائرة، كان الطيار الأكثر خبرة في العالم في ساعات الطيران، مع تسجيل أكثر من 16,000 ساعة طيران.